# Ścieżka przyrodnicza Borek bartny
Ścieżka przyrodnicza „Borek bartny” – zielono znakowana ścieżka dydaktyczna prowadząca przez Obszar ochrony ścisłej Czerwone Bagno w Biebrzańskim Parku Narodowym. Znajduje się w Grzędach w województwie podlaskim, w powiecie monieckim, w gminie Goniądz. Jest to zamknięta pętla o długości 250 m.
Ścieżka zaczyna się przy czerwonym szlaku turystycznym w odległości 5 km od parkingu przy Terenowym Ośrodku Edukacyjnym „Grzędy”. Jej zadaniem jest zapoznanie z tradycyjnym bartnictwem. Prowadzi przez las sosnowy, w którym bartnicy z Baszkirii w południowym Uralu na drzewach i na ziemi wykonali różnego rodzaju tradycyjne barcie dla pszczół. Niektóre z nich wykonane są w żywych drzewach, niektóre w kłodach drewnianych. Barcie te bartnicy wykonali w ciągu dwóch dni.

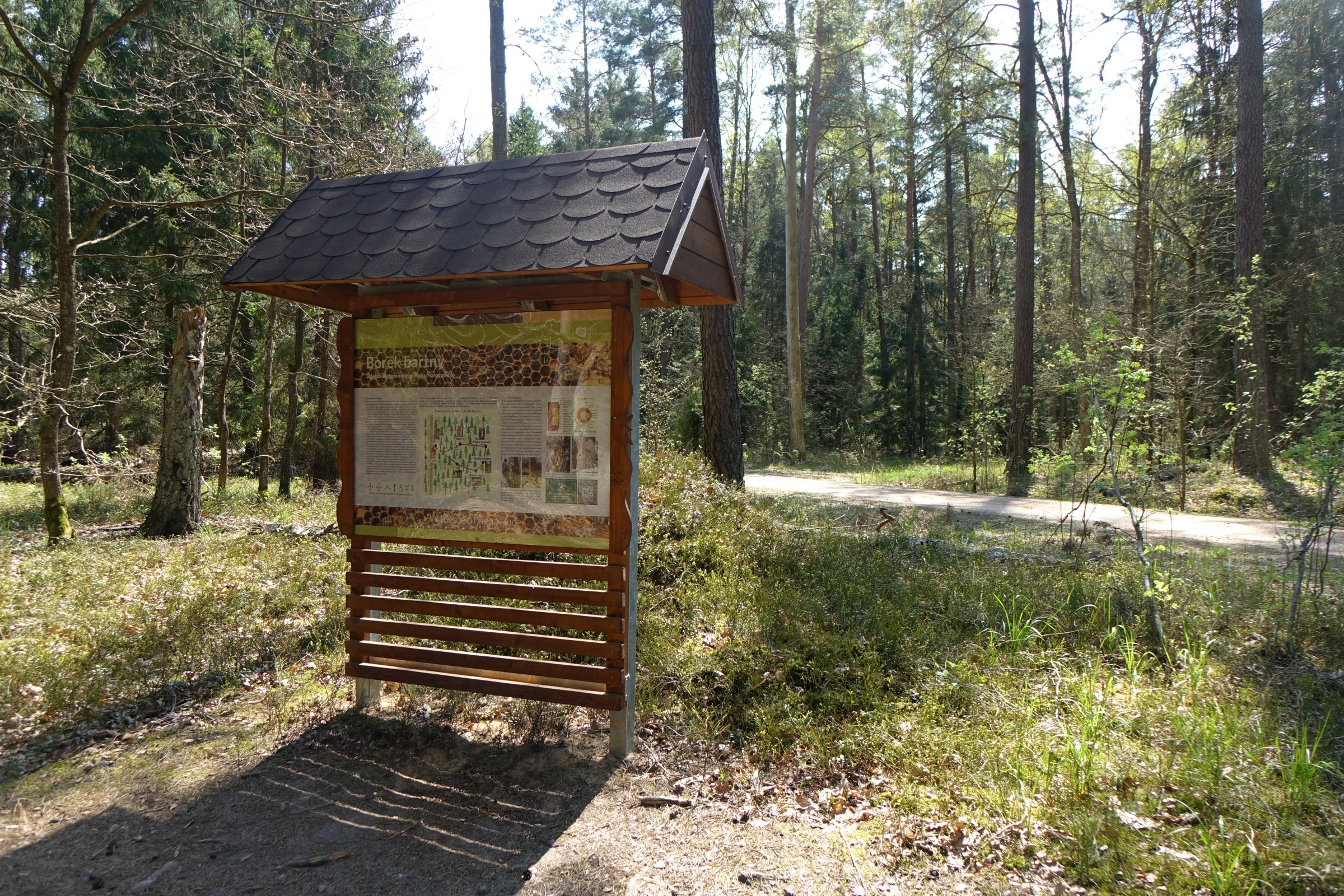
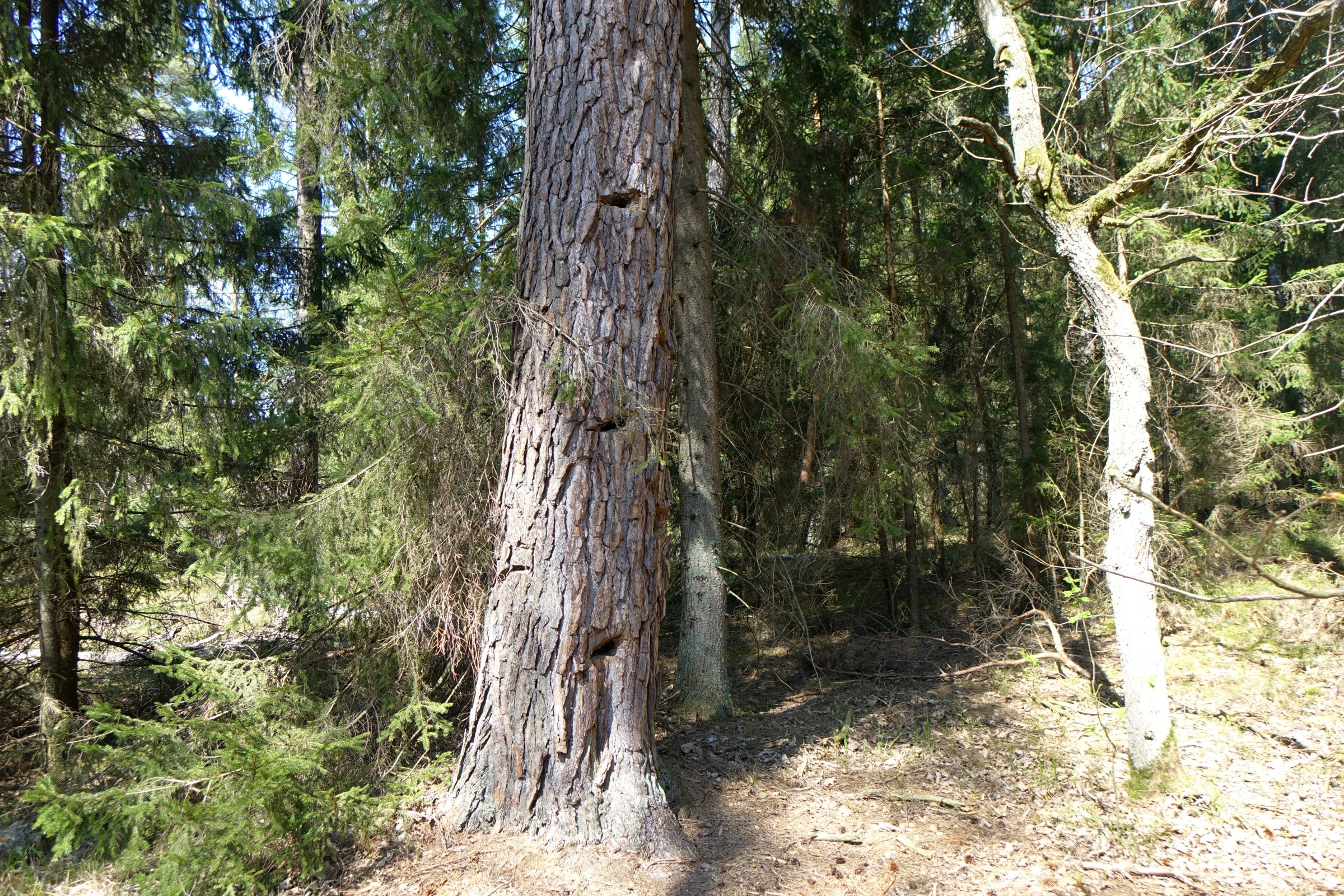
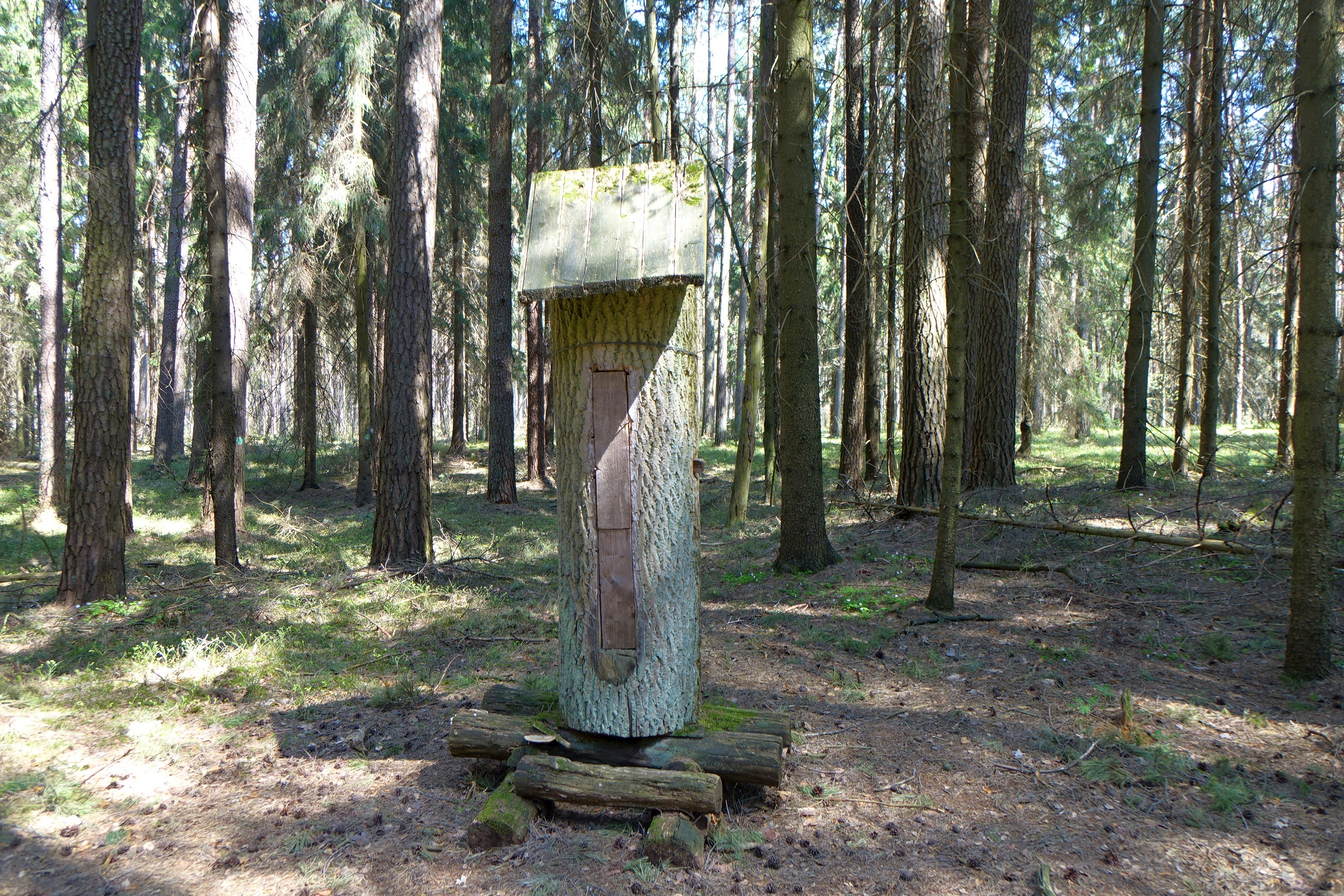
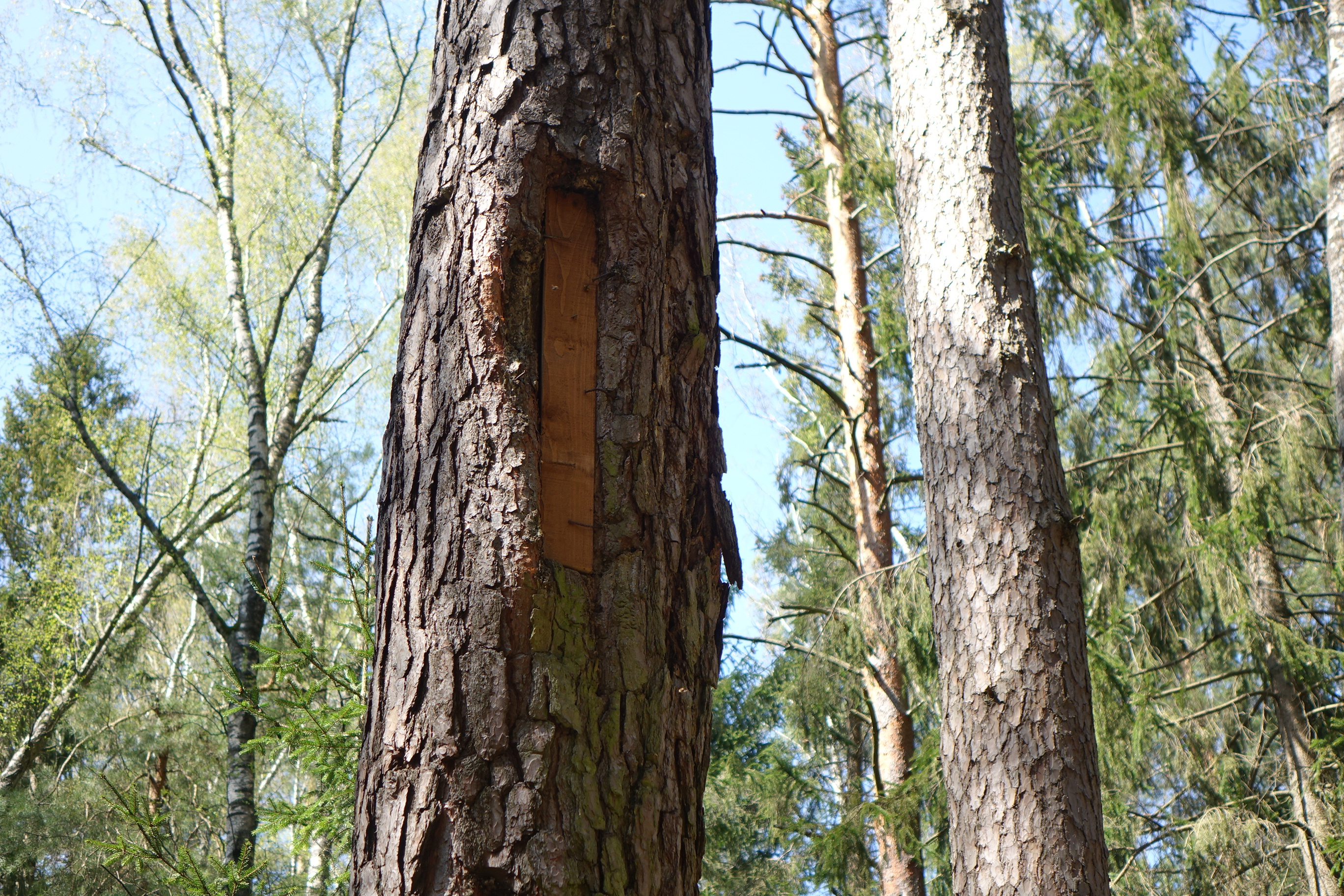
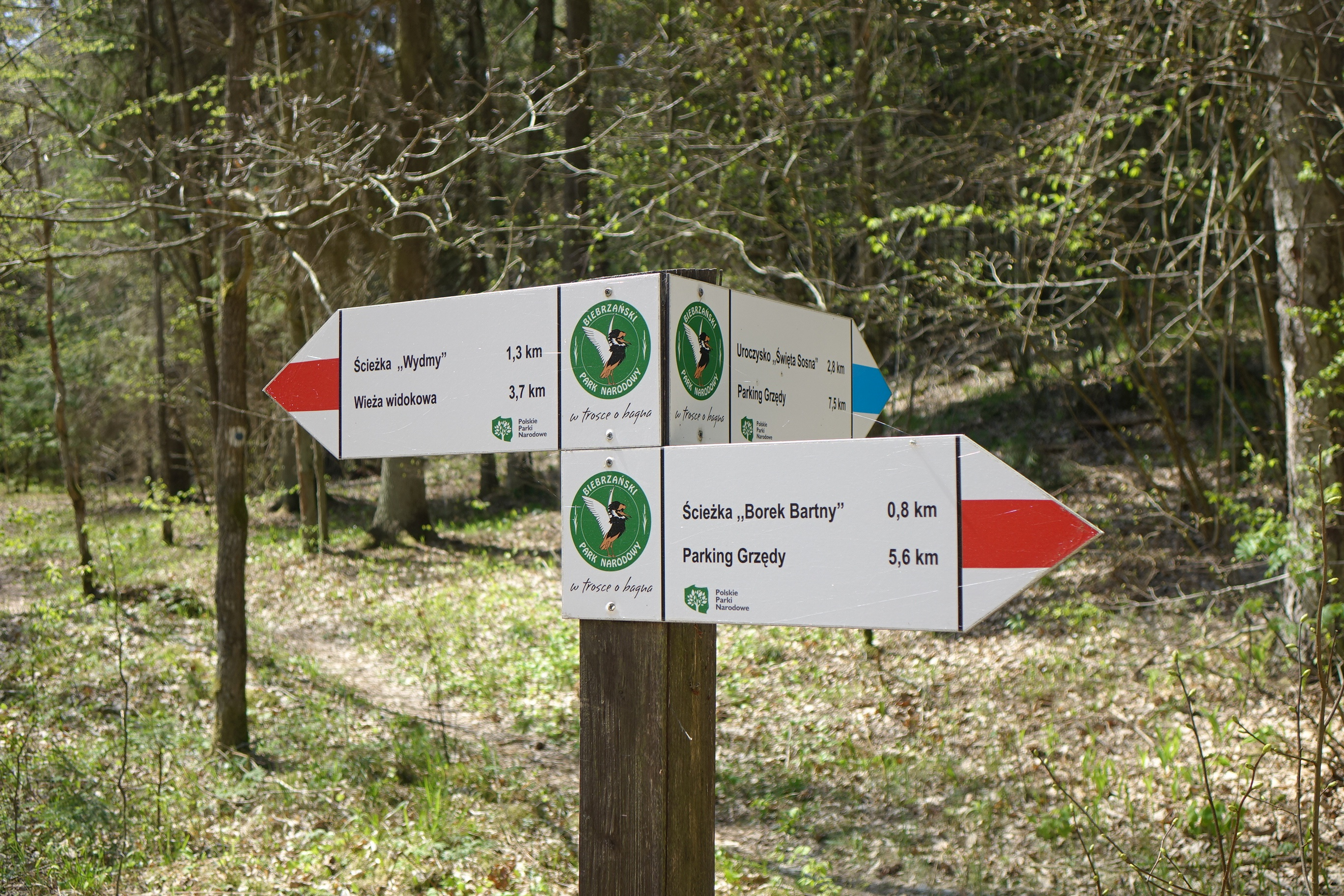